# Кастелгуљелмо
Кастелгуљелмо је насеље у Италији у округу Ровиго, региону Венето.
Према процени из 2011. у насељу је живело 833 становника. Насеље се налази на надморској висини од 9 м.

## Становништво
| 1951. | 1961. | 1971. | 1981. | 1991. | 2001. | 2011. |
| ----- | ----- | ----- | ----- | ----- | ----- | ----- |
| 4.106 | 2.690 | 2.212 | 2.075 | 1.965 | 1.763 | 1.646 |